# Arcidiocesi di Brazzaville
L'arcidiocesi di Brazzaville (in latino Archidioecesis Brazzapolitana) è una sede metropolitana della Chiesa cattolica nella Repubblica del Congo. Nel 2022 contava 747.650 battezzati su 1.440.090 abitanti. È retta dall'arcivescovo Bienvenu Manamika Bafouakouahou.

## Territorio
L'arcidiocesi comprende il distretto della capitale e il distretto di Ngabé nel dipartimento di Pool della repubblica del Congo.
Sede arcivescovile è la città di Brazzaville, dove si trova la cattedrale del Sacro Cuore.
Il territorio si estende su 14.450 km² ed è suddiviso in 53 parrocchie.

### Provincia ecclesiastica
La provincia ecclesiastica di Brazzaville, istituita nel 1955, dal 30 maggio 2020 comprende le seguenti suffraganee:
- diocesi di Gamboma
- diocesi di Kinkala

## Storia
Il vicariato apostolico del Congo francese superiore fu eretto il 14 ottobre 1890 con il breve Ob nimiam di papa Leone XIII, con la quale il pontefice scindeva in due il vicariato apostolico del Congo francese, dando origine alla presente circoscrizione e al vicariato apostolico del Congo francese inferiore, con sede a Loango (l'odierna arcidiocesi di Pointe-Noire).
L'8 maggio 1909 cedette una porzione del suo territorio a vantaggio dell'erezione della prefettura apostolica dell'Oubangui Chari (oggi arcidiocesi di Bangui).
Il 14 giugno 1922 modificò il proprio nome in vicariato apostolico di Brazzaville.
Il 21 dicembre 1950 cedette una porzione del suo territorio a vantaggio dell'erezione del vicariato apostolico di Fort-Rousset (oggi arcidiocesi di Owando).
Il 14 settembre 1955 il vicariato apostolico è stato elevato ad arcidiocesi metropolitana con la bolla Dum tantis di papa Pio XII.
Il 3 ottobre 1987 ha ceduto un'altra porzione di territorio a vantaggio dell'erezione della diocesi di Kinkala.

## Cronotassi dei vescovi
Si omettono i periodi di sede vacante non superiori ai 2 anni o non storicamente accertati.

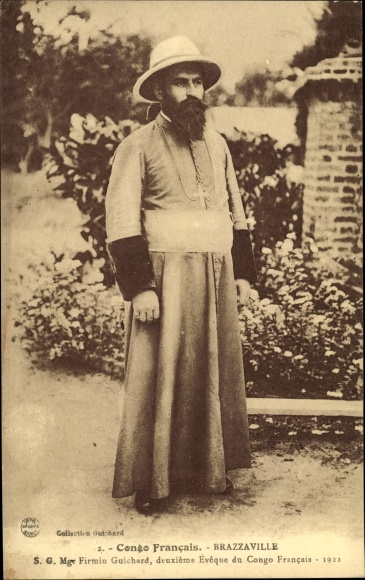
Monsignor Guichard (1922)

- Philippe-Prosper Augouard, C.S.Sp. † (14 ottobre 1890 - 3 ottobre 1921 deceduto)
- Firmin Guichard, C.S.Sp. † (12 giugno 1922 - 27 agosto 1935 deceduto)
- Paul Joseph Biéchy, C.S.Sp. † (27 gennaio 1936 - 18 luglio 1954 dimesso)
- Michel-Jules-Joseph-Marie Bernard, C.S.Sp. † (18 luglio 1954 - 2 maggio 1964 dimesso[2])
- Théophile Mbemba † (23 maggio 1964 succeduto - 14 giugno 1971 deceduto)
- Emile Biayenda † (14 giugno 1971 succeduto - 23 marzo 1977 deceduto)
- Barthélémy Batantu † (15 novembre 1978 - 23 gennaio 2001 ritirato)
- Anatole Milandou (23 gennaio 2001 - 21 novembre 2021 ritirato)
- Bienvenu Manamika Bafouakouahou, succeduto il 21 novembre 2021

## Statistiche
L'arcidiocesi nel 2022 su una popolazione di 1.440.090 persone contava 747.650 battezzati, corrispondenti al 51,9% del totale.
| anno | popolazione | popolazione | popolazione | presbiteri | presbiteri | presbiteri | presbiteri                | diaconi | religiosi | religiosi | parrocchie |
| anno | battezzati  | totale      | %           | numero     | secolari   | regolari   | battezzati per presbitero | diaconi | uomini    | donne     | parrocchie |
| ---- | ----------- | ----------- | ----------- | ---------- | ---------- | ---------- | ------------------------- | ------- | --------- | --------- | ---------- |
| 1950 | 107.888     | 400.000     | 27,0        | 58         | 7          | 51         | 1.860                     |         | 73        | 47        | 16         |
| 1959 | 106.267     | 245.000     | 43,4        | 69         | 15         | 54         | 1.540                     |         | 74        | 85        | 17         |
| 1964 | 160.756     | 360.000     | 44,7        | 77         | 26         | 51         | 2.087                     |         | 67        | 98        | 24         |
| 1980 | 370.000     | 610.000     | 60,7        | 70         | 20         | 50         | 5.285                     | 2       | 26        | 77        | 31         |
| 1990 | 322.912     | 840.535     | 38,4        | 63         | 25         | 38         | 5.125                     |         | 108       | 132       | 35         |
| 1997 | 588.138     | 1.388.138   | 42,4        | 102        | 62         | 40         | 5.766                     |         | 84        | 74        | 30         |
| 2000 | 587.065     | 1.387.065   | 42,3        | 82         | 54         | 28         | 7.159                     |         | 72        | 74        | 32         |
| 2001 | 587.065     | 1.387.065   | 42,3        | 85         | 57         | 28         | 6.906                     |         | 79        | 74        | 32         |
| 2002 | 587.065     | 1.500.000   | 39,1        | 94         | 65         | 29         | 6.245                     |         | 84        | 88        | 34         |
| 2003 | 587.065     | 1.500.000   | 39,1        | 85         | 56         | 29         | 6.906                     |         | 84        | 88        | 35         |
| 2004 | 418.647     | 719.950     | 58,1        | 85         | 51         | 34         | 4.925                     |         | 105       | 88        | 35         |
| 2006 | 431.225     | 758.000     | 56,9        | 104        | 63         | 41         | 4.146                     |         | 105       | 240       | 40         |
| 2012 | 505.000     | 886.000     | 57,0        | 146        | 98         | 48         | 3.458                     |         | 184       | 304       | 45         |
| 2015 | 544.000     | 955.000     | 57,0        | 167        | 107        | 60         | 3.257                     |         | 182       | 282       | 47         |
| 2018 | 587.385     | 1.031.620   | 56,9        | 166        | 103        | 63         | 3.538                     |         | 162       | 297       | 47         |
| 2020 | 712.551     | 1.373.382   | 51,9        | 192        | 120        | 72         | 3.711                     |         | 166       | 245       | 53         |
| 2022 | 747.650     | 1.440.090   | 51,9        | 215        | 138        | 77         | 3.477                     |         | 187       | 274       | 53         |